# Waimakariri River
Der Waimakariri River ist ein Fluss im Waimakariri District der Region Canterbury auf der Südinsel von Neuseeland.

## Namensherkunft
In der Sprache der Māori hat Waimakariri mehrere Bedeutungen, unter anderem „Fluss aus kaltem, rauschendem Wasser“.

## Geographie

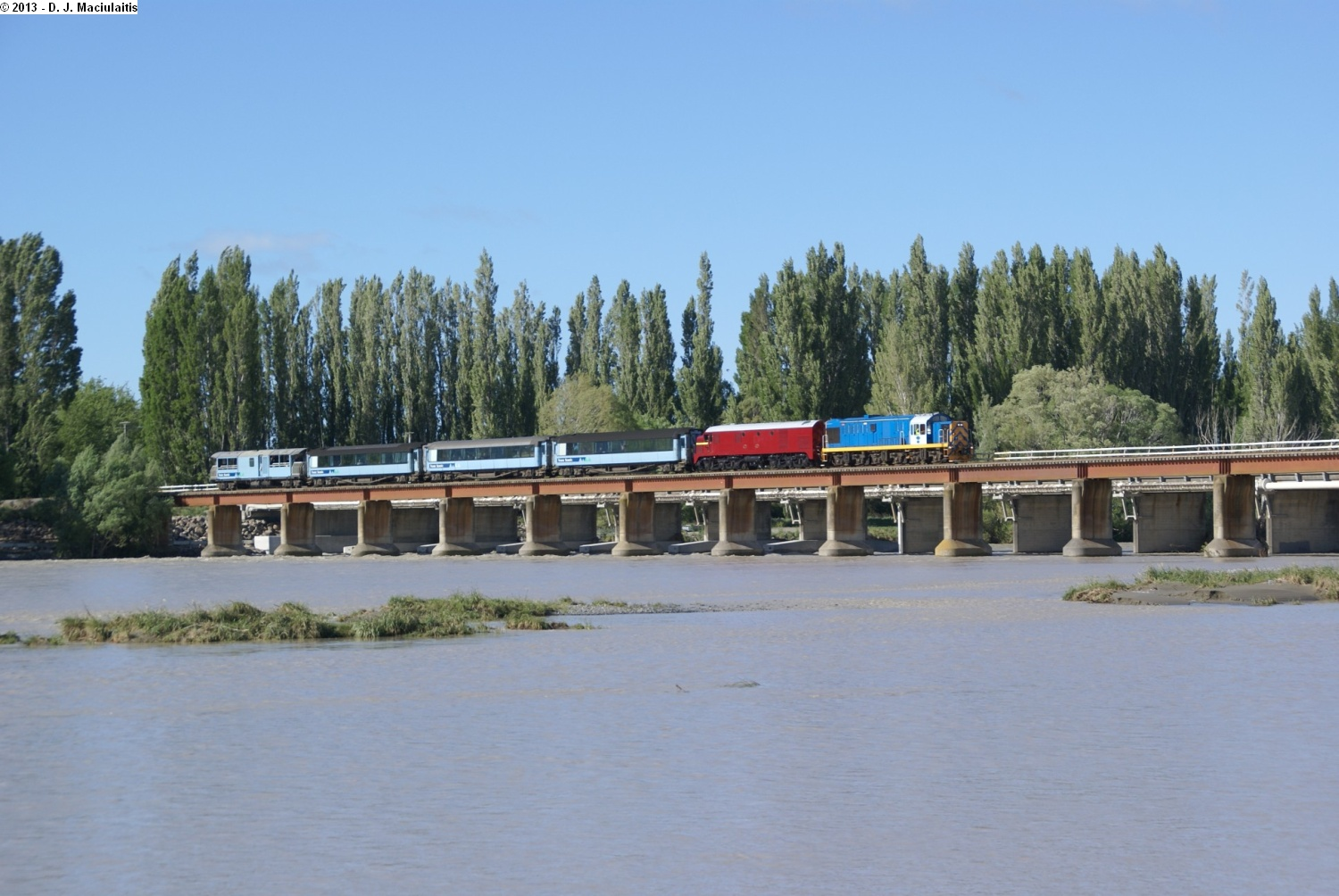
Brücke der Midland Line über den Waimakariri River

Der Waimakariri River entspringt in den Neuseeländischen Alpen, rund 1,3 km südsüdöstlich des 2110 m hohen Mount Armstrong. Nach rund 2 km in südsüdwestliche Richtung fällt der noch junge Fluss über die Waimakariri Falls 50 m in die Tiefe, um danach seinen Weg kurz in westliche Richtung und danach in südliche und östliche Richtung fortzusetzen. Ab dem Zufluss durch den Bealey River von Norden vom Arthur’s Pass aus kommend begleitet der New Zealand State Highway 73 den Fluss über rund 13 km in westliche Richtung. Auch die Eisenbahnstrecke der Midland Line folgt diesem Weg. Kurz danach ändert der Waimakariri River seinen Fluss in einem weiten Bogen wieder in südliche Richtung und zwängt sich durch die engen Täler der Torlesse Range. Ab der kleinen Siedlung Springfield wechselt der nun wieder breiter werdende Fluss in einem weiten Bogen in östliche Richtung und mündet nach insgesamt 151 Flusskilometer zwischen Christchurch im Süden und Kaiapoi im Norden in die Pegasus Bay und damit in den Pazifischen Ozean.
Ein Großteil des Flusse fließt in einem breit ausgeformten Schotterbett, das nur bei Hochwasser voll ausgefüllt ist. Aufgrund dieser Ausformung des Flussbetts und der sehr verzweigten Arme des Flusses wird dieser Flusstyp auch als verflochtener Fluss bezeichnet. Die breiteste Stelle dieses Schotterbetts befindet sich mit rund 1,7 km Breite in der Nähe der kleinen Ortschaft Springfield.
Im mittleren Teil des Flusses zwängt sich der Waimakariri River über eine Strecke von rund 20 km durch die Berglandschaft der Torlesse Range. Hier wird er auf dem letzten Drittel wieder von der Strecke der Midland Line begleitet.

## Nebenflüsse
Linksseitig tragen die Flüsse Crow River, Bealey River, Hawdon River, Poulter River, Esk River, Eyre River und Kaiapo River ihre Wässer zu und rechtsseitig tun dies die Flüsse White River, Cass River, Broken River und Kowai River.
Rund 600 m vor der Mündung des Waimakariri River in die Pegasus Bay hat der Fluss rechtsseitig Kontakt zur Brooklands Lagoon, die zusammen mit der Flussmündung unter dem Einfluss der Gezeiten steht.